# Ghafurschan Süjimbajew
Ghafurschan Sabyrschanuly Süjimbajew (kasachisch Ғафуржан Сабыржанұлы Сүйімбаев Ğafurjan Sabyrjanūly Süiımbaev, russisch Гафуржан Сабиржонович Суюмбаев Gafurschan Sabirschonowitsch Sujumbajew; * 19. August 1990 in Belyje Wody, Kasachische SSR) ist ein kasachischer Fußballspieler, der seit 2016 beim FK Qairat Almaty in der Premjer-Liga unter Vertrag steht.

## Karriere

### Verein

#### Ordabassy Schymkent
Süjimbajew begann bei OSDJuSchOR Schymkent mit dem Fußballspielen. Ab 2007 gehörte er Ordabassy Schymkent an. 2010 rückte er in den Profikader auf und bestritt in der Saison 2010 sein erstes Spiel für die erste Mannschaft. Am 22. Juni gab er bei der 2:0-Niederlage gegen Tobyl Qostanai sein Debüt in der kasachischen Premjer-Liga über 90 Minuten. Insgesamt bestritt er in seiner Premierensaison 15 Spiele.
Im Juli 2013 wurde er für den Rest der Saison an den Ligakonkurrenten Ertis Pawlodar ausgeliehen. Nur wenige Tage später absolvierte er beim 1:0-Sieg gegen den FK Atyrau am 7. Juli sein erstes Ligaspiel für Pawlodar. Er gehörte als Stammspieler zur Mannschaft und absolvierte insgesamt 14 Ligaspiele. Am 18. Juli gab er zudem sein Debüt in der UEFA Europa League. In der Begegnung mit dem bosnischen Vertreter NK Široki Brijeg wurde er in der 76. Minute für Jewgeni Awertschenko eingewechselt und zehn Minuten später erzielte er den Siegtreffer für Pawlodar zum 3:2-Endstand.

#### FK Qairat Almaty
Im Juli 2016 wechselte Süjimbajew zum FK Qairat Almaty, wo er einen Vertrag bis Ende 2018 erhielt. Sein Pflichtspieldebüt für Almaty gab er am 10. Juli 2016 beim 3:2-Sieg über Tobyl Qostanai. Mit zwei erzielten Toren in 13 Spielen schloss er mit Almaty die Saison auf dem zweiten Tabellenplatz ab. In der Saison 2017 konnte sich Süjimbajew als Stammspieler bei Qairat etablieren; von 33 möglichen Ligaspielen verpasste er nur ein einziges. In der folgenden Saison konnte er mit dem Verein den Gewinn zweier Titel feiern. Im März konnte sich Almaty mit einem 2:0-Sieg gegen den FK Astana durchsetzen und so den kasachischen Supercup-Titel erlangen und im Oktober konnte die Mannschaft den Gewinn des kasachischen Fußballpokals feiern. Da der Verein Ende des Jahres die Gehälter für Spieler kürzte, erwog Süjimbajew den Verein in Richtung Ausland zu verlassen. Vereine aus der Türkei und Saudi-Arabien zeigten Interesse an einer Verpflichtung, Qairat Almaty war jedoch nicht bereit den Verteidiger gehen zu lassen. Im Januar 2018 verlängerte Süjimbajew aber dann seinen Vertrag mit verbesserten Konditionen um weitere zwei Jahre.
Nach dem Abgang seines Teamkollegen und bisherigen Kapitäns Bauyrschan Islamchan im Januar 2020 wurde Ghafurschan Süjimbajew in der Saison 2020 neuer Mannschaftskapitän. Am Ende der Spielzeit konnte er mit Qairat Almaty seinen ersten Meisterschaftstitel gewinnen.

### Nationalmannschaft
Süjimbajew trat insgesamt fünfmal für die kasachische U-21-Auswahl an. Sein Debüt gab er am 2. September 2011 im Qualifikationsspiel für die U-21-Europameisterschaft 2013 gegen Rumänien. Er spielte fünf Spiele in der Qualifikation und schied mit der kasachischen Auswahl aus dem Wettbewerb aus.
2014 stand er zum ersten Mal im Trikot der kasachischen A-Nationalmannschaft auf dem Spielfeld. In einem Freundschaftsspiel am 7. Juni 2014 gegen Ungarn wurde er in der 46. Minute für Alexander Kislizyn eingewechselt. Süjimbajew spielte sechs Spiele in der Qualifikation der Europameisterschaft 2016. Mit nur einem Sieg in zehn Spielen konnte sich Kasachstans nicht für das Turnier qualifizieren. In der Qualifikation für die Weltmeisterschaft 2018 konnte er sein erstes Tor für Kasachstan erzielen. Am 11. November 2016 erzielte er bei der 4:1-Niederlage gegen Dänemark in der 17. Minute das einzige Tor für Kasachstan.

## Erfolge
Ordabassy Schymkent
- Kasachischer Pokalsieger: 2011
- Kasachischer Supercupsieger: 2012

FK Qairat Almaty
- Kasachischer Meister: 2020
- Kasachischer Pokalsieger: 2017, 2018
- Kasachischer Supercupsieger: 2017